# Ericaria zosteroides
Espèce
Ericaria zosteroides (synonymes : Cystoseira zosteroides, Carpodesmia zosteroides) est une espèce d’algues brunes de la famille des Sargassaceae.

## Nomenclature
Ericaria zosteroides a pour synonymes selon AlgaeBase (21 janvier 2024) :
- synonymes homotypiques :
  - Cystoseira zosteroides C.Agardh, 1821 (basionyme);
  - Carpodesmia zosteroides (C.Agardh) Greville, 1830 ;

- synonymes hétérotypiques :
  - Cystoseira opuntioides Bory ex Montagne, 1846 ;
  - Phyllacantha opuntioides (Bory ex Montagne) Kütz., 1849 ;
  - Carpodesmia opuntioides (Bory ex Montagne) Kütz., 1860.
  - Gongolaria opuntioides (Montagne) Kuntze, 1891

## Distribution
Son aire de distribution s'étend entre les côtes de la mer Méditerranée et les îles Canaries.

## Écologie
Elle se développe sur des rochers, entre 30 et 100 m de profondeur.